# Región Autónoma Serbia de Eslavonia Occidental

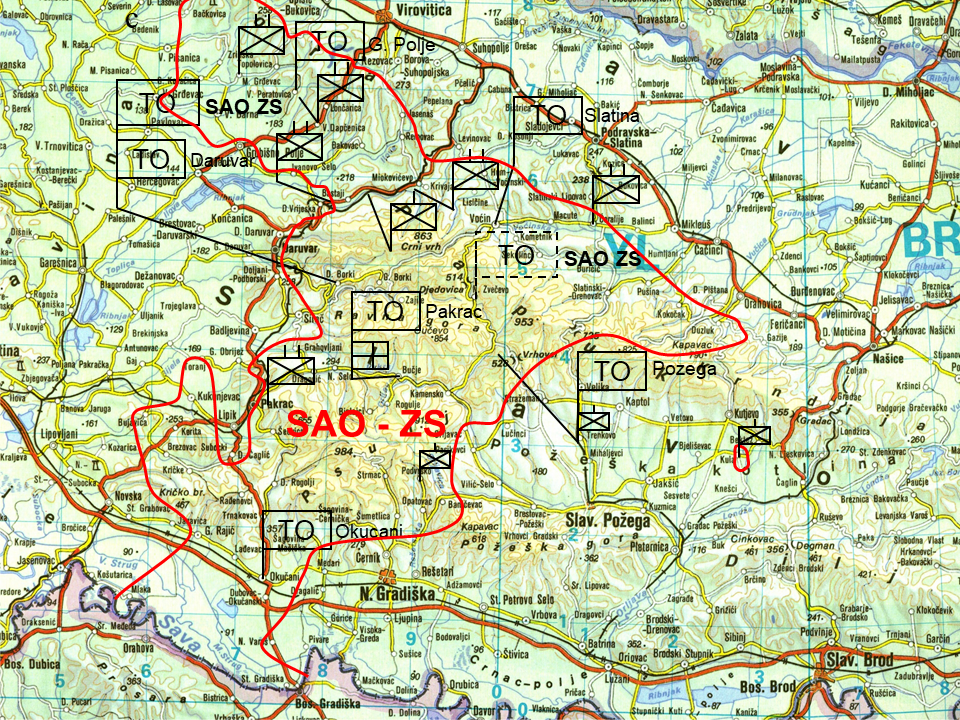
Región Autónoma Serbia de Eslavonia Occidental. Límites aproximados del sector bajo su dominio a inicios de septiembre de 1991.

La Región Autónoma Serbia de Eslavonia Occidental (en serbocroata: Sprska Autonomna Oblast - Zapadna Slavoni), también denominada por sus siglas SAO–ZS, fue una efímera entidad política proclamada por los serbocroatas en los territorios serbios de la colapsada RS de Croacia como respuesta a la guerra de independencia de los croatas étnicos. Su vigencia fue entre los años 1991 y 1995.
Si bien la zona reclamada por sus autoridades estaba constituida, inicialmente, por las municipalidades de Grubišno Polje, Daruvar, Pakrac, Podravska Slatina, Okučani y así como los territorios de las aldeas serbias en las municipalidades de Nova Gradiška, Slavonska Požega, Donji Miholjac, Orahovica, Virovitica, Novska, Garesnica y Kutina, nunca llegó a controlar todo el sector. La zona abarcada tuvo una fuerte disminución a fin de 1991, desapareciendo en mayo de 1995 por la acción militar croata.

## Antecedentes
La SAO - ZS fue creada como entidad política el 12 de agosto de 1991 con Veljko Džakula como primer presidente. 
Dentro de su evolución histórica se destaca un hecho precedente, el Enfrentamiento de Pakrac en marzo de 1991 cuando los serbios expulsan temporalmente y en forma violenta, a las autoridades croatas, las que fueron restituidas por la Policía Especial del Ministerio del Interior de la República.
El 14 de agosto, los primeros enfrentamientos ocurrieron en Eslavonia Occidental cuando tropas de policía croata ingresan a Okučani, localidad mayormente serbia, donde se vivía una tensa calma. A partir de entonces, la violencia se generaliza en todo el sector dónde los croatas eran minoría.
La entidad tuvo una gran pérdida de territorio a partir del 31 de octubre de 1991 (Operación Otkos - 10 y Papuk - 91) hasta el alto el fuego del 3 de enero del año siguiente. Desde entonces, la comunidad étnicamente serbia que se había revelado en agosto de 1991 contra la autoridad de Zagreb debió vivir en un área de solo un cuarto de superficie al Sur de Pakrac.
Dado que durante y luego de la lucha entre el Ejército Croata y el Ejército Popular Yugoslavo con el apoyo de milicias locales, la mayoría de la población decidió refugiarse en Bosnia, la cantidad de sus habitantes disminuyó a 11.700 personas (tal dato difiere del aportado por las autoridades serbocroatas que señalan una población entre 23.000 y 29.000 personas.
El 26 de febrero de 1992, la SAO – ZS se incorporó a la autoproclamada RSK (Republika Srpska Krajina).

## Geografía

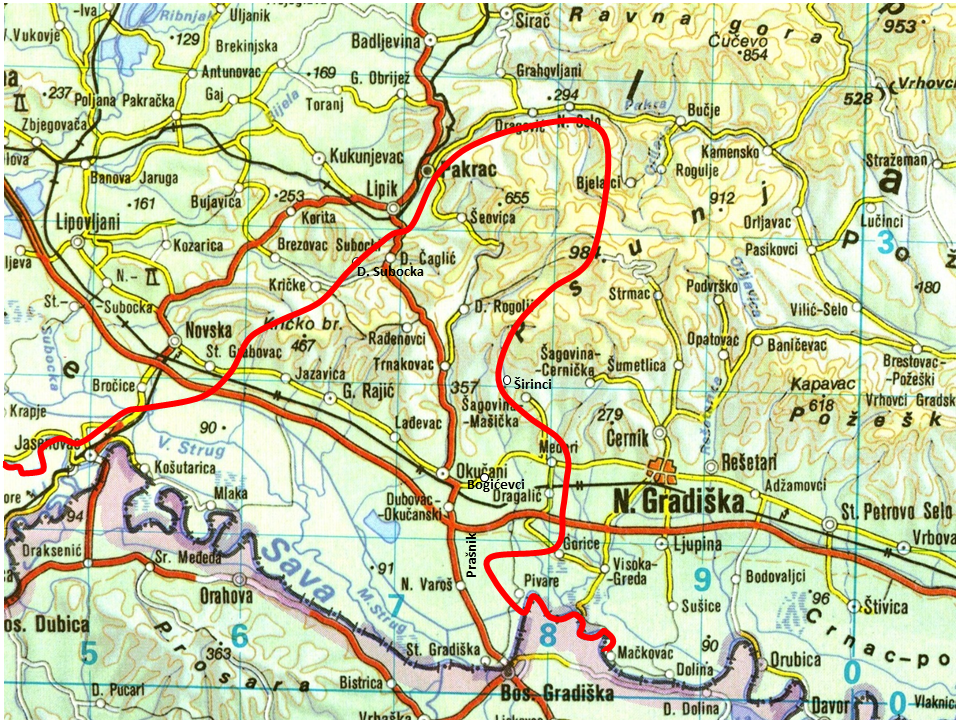
Sector bajo dominio serbio. Límites de SAO – ZS. Años 1992/95

### Geografía física
1. La configuración geográfica de la porción croata en entonces se autoproclamó como SAO-ZS es mayormente montañosa (Psunj y Papuk) u ondulada (Bjilogora), arbolada, con valles fértiles en el norte. En el sur, paralelo al río Sava, se encuentra un sector llano y pantanoso.
2. La porción que quedará bajo dominio serbio desde 1992 a 1995 (RSK) era de unos 30 por 32 km, separada por el río Sava de la parte bosnia también controlada por serbios en lucha contra bosnios-musulmanes y bosnio-croatas. Su posición interrumpía el ramal ferroviario y la autopista que conectaba Zagreb con el este del país, ocupaba parte de la ciudad de Pakrac y amenazaba a Novska y Nova Gradiška. El límite terrestre era de unos 98km.[4] La SAO-ZS comprendía unos 700 km² del territorio: la parte oriental del municipio Novska, parte occidental del municipio de Nova Gradiška y la parte sur del municipio de Pakrac.[5]

Tenía dos tipos de relieves: unas elevaciones al norte y un llano al sur, en el límite con BiH. Las alturas, denominadas Psunj, que promedian unos 300m por sobre la llanura circundante, son suaves y cubiertas por bosques. La parte plana del sur (polje), surcada por canales de riego, no posee vegetación frondosa.

### Geografía Humana
En términos absolutos, en las municipalidades donde había población serbia, la composición étnica señalaba que era mayormente croata, tal como más abajo se detalla. Sin embargo, se debe destacar que la población serbia era mayormente rural mientras que la croata era urbana. Por ello su área de influencia era mayor:
| Municipalidad     | Croata | Serbia | Yugoslava | Otro | Total | Porcentaje población serbia |
| ----------------- | ------ | ------ | --------- | ---- | ----- | --------------------------- |
| Daruvar           | 10459  | 10074  | 1653      | 7906 | 30092 | 33,5                        |
| Grubišno Polje    | 6015   | 4540   | 636       | 3015 | 14206 | 32                          |
| Nova Gradiška     | 43692  | 12572  | 1810      | 2675 | 60749 | 20,7                        |
| Novska            | 16556  | 5402   | 675       | 2063 | 24696 | 21,9                        |
| Orahovica         | 10907  | 3328   | 540       | 856  | 15631 | 21,3                        |
| Pakrac            | 9896   | 12813  | 1346      | 3534 | 27589 | 46,4                        |
| Podravska Slatina | 17898  | 11212  | 1092      | 1025 | 31227 | 35,9                        |
| Slavonska Požega  | 57277  | 9759   | 1546      | 3163 | 71745 | 13,6                        |

La evolución de las poblaciones en la SAO-ZS y de sus los alrededores es la que sigue:
|                    | 1991 (antes de la guerra) | 1991 (antes de la guerra) | 1991 (antes de la guerra) | Ene 95 (antes de Bljesak) | Ene 95 (antes de Bljesak) | Ene 95 (antes de Bljesak) | Luego de Bljesak (Jul / Oct 1995) | Luego de Bljesak (Jul / Oct 1995) | Luego de Bljesak (Jul / Oct 1995) | 2001  |
| Total              | Croatas                   | Serbios                   | Total                     | Croatas                   | Serbios                   | Total                     | Croatas                           | Serbios                           | Total                             |       |
| Grubišno Polje     | 3.501                     | 1.320                     | 1.294                     | Sd                        | Sd                        | Sd                        | Sd                                | Sd                                | Sd                                | 3.171 |
| Daruvar            | 9.748                     | 3.587                     | 3.083                     | Sd                        | Sd                        | Sd                        | Sd                                | Sd                                | Sd                                | 9.815 |
| Pakrac / Gavrinica | 8.197                     | 3.033                     | 3.514                     | Sd                        | Sd                        | Sd                        | Sd                                | Sd                                | 308                               | 4.842 |
| Donja Šumetlica    | 65                        | 0                         | 65                        | Sd                        | Sd                        | Sd                        | Sd                                | Sd                                | 0                                 | 4     |
| Lipik              | 3.725                     | 1.447                     | 1.499                     | Sd                        | Sd                        | Sd                        | Sd                                | Sd                                | Sd                                | 2.258 |
| Donji Čaglić       | 505                       | 270                       | 182                       | Sd                        | Sd                        | Sd                        | Sd                                | Sd                                | 24                                | 257   |
| Kukunjevac         | 1082                      | 128                       | 832                       | Sd                        | Sd                        | Sd                        | Sd                                | Sd                                | 2                                 | 233   |
| Šeovica            | 588                       | 25                        | 553                       | Sd                        | Sd                        | Sd                        | Sd                                | Sd                                | 232                               | 307   |
| Okučani            | 2.267                     | 625                       | 1.642                     | 6.500                     | 65                        | 6.435                     | 143                               | 83                                | 56                                | 1.598 |
| Trnakovac          | 138                       | 0                         | 131                       | 140                       | 2                         | 138                       | 10                                | 0                                 | 10                                | 125   |
| Novska             | 8.053                     | 5.358                     | 1.765                     | Sd                        | Sd                        | Sd                        | Sd                                | Sd                                | Sd                                | 7.270 |
| Bročice            | 1061                      | 900                       | 161                       | Sd                        | Sd                        | Sd                        | Sd                                | Sd                                | Sd                                | 964   |
| Jasenovac          | 1.154                     | 632                       | 348                       | Sd                        | Sd                        | Sd                        | 780                               | Sd                                | Sd                                | 653   |
| Rajić              | 1424                      | 805                       | 515                       | Sd                        | Sd                        | Sd                        | Sd                                | Sd                                | Sd                                | 875   |
| Nova Gradiška      | 14.044                    | 10.140                    | 2.263                     | Sd                        | Sd                        | Sd                        | Sd                                | Sd                                | Sd                                | 11821 |
| Stara Gradiška     | 542                       | 50                        | 435                       | 430                       | 30                        | 400                       | 27                                | 25                                | 2                                 | 327   |

Durante la guerra, la geografía política de las áreas bajo dominio de la SAO-ZS se mantuvo tal como era antes de agosto de 1991. Luego de la lucha, con la disminución del área bajo su poder se hicieron una alteración de los sectores municipales. De las partes de los municipios ocupados (Općina) de Novska y de Nova Gradiška se formó la Općina Serbia de Okučani. La Općina Serbia de Pakrac comprendía la parte ocupada de la antigua municipalidad homónima. Formalmente, también existían los municipios serbios Daruvar, Podravska Slatina y Grubišno Polje, pero estas áreas estaban completamente bajo control croata.

## Situación y geografía política
Creada el 12 de agosto de 1991, el 23 de diciembre la SAO ZS proclama su unidad política con la SAO - Krajina y con la SAO - Eslovonia Oriental. Con la creación de la Republika Srpska Krajia (RSK), el 26 de febrero de 1992, pasa a estar enmarcada políticamente en ese estado que no tendrá reconocimiento internacional de ningún otro país. Con esa unión, cambia su denominación a Distrito Serbio de Eslavonia Occidental (Srpske Oblast Zapadna Slavonija - SO ZS), dejando de lado la mención a autónoma.
La RSK, cuyas autoridades residían en Knin, mostraba todos los instrumentos de un Estado: ejército, parlamento, presidente, ministerios, moneda, estampillas, etc. Sin embargo, tanto en lo político como en lo militar, era totalmente dependiente del apoyo de la RFJ (República Federal Yugoslava), a la cual pretendía mantenerse unida. Ejemplo de ello era el sueldo de sus militares que era aportado por el JNA (Jugoslavia Narodna Armija – Ejército Popular Yugoslavo). Los serbocroatas no se sentían extranjeros en los otros territorios controlados por sus connacionales del resto de la ex - Yugoslavia.
Los municipios del SO ZS tenían, como en todo el territorio de la RSK, la Asamblea Municipal y el Consejo Ejecutivo del Municipio, subordinados al Consejo Regional de esa zona. El Consejo Regional de la región serbia de Eslavonia Occidental estaba subordinado al Gobierno de la RSK en Knin.
Según su estatuto, que fue promulgado el 18 de abril de 1992 en Okučani, consistía en el municipio de Okučani, un nuevo municipio del "área histórica y étnica serbia de Novska y Nova Gradiška", y el municipio de Pakrac, parte de cuyo territorio estaba bajo dominio croata. También estaban los municipios serbios de Grubišno Polje, Daruvar y Podravska Slatina, que estaban completamente bajo el dominio croata.
La máxima autoridad en la SO ZS era el Consejo Regional (o Asamblea de Eslavonia Occidental) con su sede en Okučani, compuesta por diputados elegidos directamente de los territorios de los municipios que forman parte. El órgano ejecutivo de la Asamblea de Eslavonia Occidental era el Gobierno de Eslavonia Occidental en Okučani. Las decisiones eran tomadas por votaciones.
Las dos municipalidades del Distrito, Pakrac y Okučani, tenían su Asamblea Municipal y un jefe de gobierno.

## Situación económica
Desde su creación, su situación económica fue mala. Inicialmente lo fue por la disrupción con el sistema económico del cual era parte, Croacia. Luego lo fue producto de sus gastos en defensa, su bloqueo y sus dificultades de abastecimiento. Las condiciones de vida difíciles lo demuestra el hecho que, hasta 1994, un gran número de aldeas alrededor de Pakrac no tenían electricidad, infraestructura u otros medios de vida básicos.
El apoyo brindado desde Belgrado estaba afectado por bloqueo comercial y militar que venía sufriendo Yugoslavia, con el agravante que los transportes debían pasar por territorio de bosnio (corredor de Posavina) sumergidos en guerra. La situación económica era desastrosa. No se podía obtener combustible, los comercios estaban literalmente vacíos, los insumos médicos escaseaban y el dinero se evaporaba por acción de la inflación.

## Defensa Militar

### Desde su creación hasta el alto al fuego
La seguridad militar esta región serbia estaba confiada a las Fuerzas de Defensa Territorial de la Región Autónoma Serbia de Eslavonia Occidental (en idioma serbio: Teritorijalna odbrana - Sprska Autonomna Oblast - Zapadna Slavonija / TO SAO - ZS) que se estructuraron a mediados de 1991. A éstas, se les sumaron en agosto de ese año un batallón del Jugoslovenska Narodna Armija (JNA - Ejército Popular Yugoslavo) provenientes de Bjelovar y, a partir de septiembre, las brigadas del 5.º Cuerpo del Ejército Popular Yugoslavo (Banja Luka).
Las TO, enmarcadas en la doctrina yugoslava de Defensa Nacional Total con personal reservista, operaron coordinadamente con las brigadas del JNA, las que tenían un poder de combate relativo que las transformó en la real defensa de la región bajo un comando de cuerpo centralizado.
A partir de septiembre, ingresa a la Región Autónoma el 5.º Cuerpo del Ejército Popular Yugoslavo, haciéndose cargo de la defensa desde Pakrac (Dereza) hasta el río Sava. El cuerpo permaneció en el lugar hasta julio de 1992.
También combatieron los voluntarios serbios también participaron en un número significativo. ante la mala movilización del JNA en Serbia, una gran parte de los partidos políticos colaboraron enviando combatientes. El Partido Radical Serbio de Vojislav Seselj envió alrededor 500 hombres (desplegados en diversos lugares pero con sede en Sekulinci). El partido Restauración Nacional Serbia de Mirko Jovic envió fuerzas bajo el nombre de Beli Orlovi. Las TO Novi Sad destacó tropas a Djulovac en noviembre de 1991 y un destacamento (40) TO Prnjavor TO operando bajo el nombre de Lobos de Vučjak.

### Luego del Alto al Fuego
Luego del alto al fuego del 3 de enero de 1992, la posición serbcroata en la SAO – ZS era muy desfavorable ya se encontraba rodeada por los territorios libres de la República de Croacia. La única conexión por tierra que conectaba con el área bajo control serbio en Bosnia era el puente sobre el río Sava cerca de Stara Gradiška y una balsa en Jablanac.
Para Croacia, esta área era de gran importancia estratégica ya que cerraba la autopista y las vías del tren que integraban el este y el este de Eslavonia. Consecuentemente, su liberación era vital para las autoridades de entonces. Ya a principios de 1992, el Ejército Croata creó la Zona Operacional (OZ) Bjelovar con el objeto de brindar seguridad en el lugar y lograr su liberación.
A mediados del 1992, la Región Autónoma había sido desmilitarizada siguiendo los acuerdos que dieron lugar al establecimiento de UNPROFOR. Los serbocroatas, que se habían enfrentado con las tropas de Zagreb apoyados por el JNA, debieron colocar las armas pesadas y livianas en depósitos bajo el control de Naciones Unidas o replegarlas a Bosnia. Esos depósitos se ubicaron en Stara Gradiška (material de infantería, artillería y blindados), en Stara Rajić (infantería); en Cage (infantería) en Brusnik (infantería) y en Šeovica (infantería).
Ello no impidió que en abril del año siguiente se reiniciara una limitada militarización con el arribo de militares y de armas portátiles del JNA y fueran creadas brigadas y unidades, se retomen las guardias en la Línea del Cese al Fuego (LCF) y el personal vuelva a vestir uniformes. El 18. Cuerpo (18 Korpus SVK) fue creado en noviembre de 1992 sobre la base de las TO y la Milicia del Ministero del Interior de la RSK.
La debilidad política y económica de la Republika Srpska Krajina afectó al Ejército de la República Serbia de la Krajina (en idioma serbio, Srpske Vojska Krajine - SVK). Además de sufrir una merma de personal para atender necesidades militares en Bosnia, sus soldados, mayormente ex - reservistas de avanzada edad, se encontraban poco motivados, mal entrenados y pobremente equipados.

## Epílogo
La recuperación de la zona por parte del Ejército Croata será lograda entre el 01 y 4 de mayo de 1995 a través de la Operación Bljesak (Relámpago). Como consecuencia, la mayoría de la población huyó hacia Bosnia y Herzegovina.

## Biografía
- Brigović, Ivan; Martinić Jerčić, Natko; Radoš, Ivan (2015). «Vojno Redarstvena Operacija Bljesak». Hrvatski memorijalno-dokumentacijski centar Oomovinskog rata (Zagreb). Consultado el 1 de septiembre de 2018.
- Farkaš, Alen. Vojne operacije u Zapadnoj Slavoniji u Domovinskom ratu (1991. – 1995.). Filozofski fakultet Osijek. Osijek, 2016.

- Datos: Q4416710